# Ding Lei
Ding Lei (chinesisch: 丁磊; pinyin: Dīng Lěi; * 1. Oktober 1971 in Ningbo), auch bekannt als William Ding, ist ein chinesischer Milliardär, Geschäftsmann und Gründer und CEO von NetEase (163.com). Ding leistete wichtige Beiträge zur Entwicklung von Computernetzwerken in der Volksrepublik China.
Im April 2022 wurde Dings Vermögen auf 25,2 Milliarden US-Dollar geschätzt. Im Jahr 2022 belegte er Platz 55 in der Rangliste der reichsten Menschen weltweit.

## Leben
Ding Lei wurde in Fenghua (Ningbo) in der Provinz Zhejiang geboren. Er absolvierte das Chengdu Institut für Radiotechnik (heute Universität für elektronische Wissenschaft und Technologie in China) und erhielt einen Bachelor. Nach seinem Abschluss arbeitete er zunächst als Ingenieur für die Stadtregierung von Ningbo, dann ging er nach Guangzhou und arbeitete dort für Sybase. Im Jahre 1997 gründete er NetEase. Das Unternehmen entwickelt und betreibt Online-PC- und mobile Spiele, Werbedienste, E-Mail-Dienste und Onlinehandel. 2003 wurde er für kurze Zeit zum reichsten Mann auf dem chinesischen Festland und war einer der ersten Milliardäre der Volksrepublik China.
2012 expandierte das Unternehmen in die Schweinefleischproduktion. Die Schweinezucht konzentriert sich auf moderne Agrartechnologie und Umweltverträglichkeit, soll jedoch nicht zu einem wichtigen Zweig des Unternehmens werden.
Ende 2016 prüfte Ding Investitionen in den Immobiliensektor und reiste im Dezember dafür nach Simbabwe sowie in das Vereinigte Königreich.

## Persönliches
Ding hat Wohnsitze in Hangzhou und Guangzhou. Seit 2006 ist er mit Wang Xunfang verheiratet.